# Liberazione di Roma
La liberazione di Roma fu uno degli episodi principali della campagna d'Italia durante la seconda guerra mondiale.
Il 4 e il 5 giugno 1944 (domenica e lunedì) le truppe americane del generale Mark Wayne Clark riuscirono a superare le ultime linee difensive dell'esercito tedesco ed entrarono nella città senza incontrare resistenza, ricevendo l'entusiastica accoglienza della popolazione romana. Il feldmaresciallo Albert Kesselring, comandante della Wehrmacht in Italia, preferì ripiegare verso nord senza impegnare un combattimento all'interno dell'area urbana di Roma.

## Storia
(Mark Wayne Clark nel suo diario personale in data 5 maggio 1944)
(Mark Wayne Clark nelle sue memorie di guerra)

### I tedeschi a Roma
L'armistizio del settembre 1943 e la conseguente rapida e brutale reazione dell'esercito tedesco in Italia avevano provocato una catastrofe nella struttura politica, amministrativa, civile e militare italiana; in pochissimi giorni la Wehrmacht aveva occupato gran parte della penisola e aveva disarmato e catturato centinaia di migliaia di soldati del Regio Esercito.
La sera dell'8 settembre le forze tedesche attaccarono Roma. Il giorno seguente, mentre nella città infuriavano gli scontri tra la Wehrmacht e il Regio Esercito, il re Vittorio Emanuele III e il capo del governo, il maresciallo Pietro Badoglio, abbandonarono in tutta fretta la capitale e ripararono a Brindisi. I dirigenti italiani contavano soprattutto sull'aiuto degli Alleati del generale Dwight Eisenhower, che fin dal 3 settembre 1943 erano passati in Calabria e il 9 settembre sbarcarono in forze a Salerno. Il feldmaresciallo Albert Kesselring, comandante delle forze tedesche nell'Italia centro-meridionale, era riuscito con grande abilità a controllare la situazione; gli angloamericani sbarcati a Salerno vennero bloccati e subirono forti perdite e i tedeschi effettuarono una ritirata metodica a nord di Napoli. L'11 settembre 1943, dopo tre giorni di feroci combattimenti, Roma capitolò.

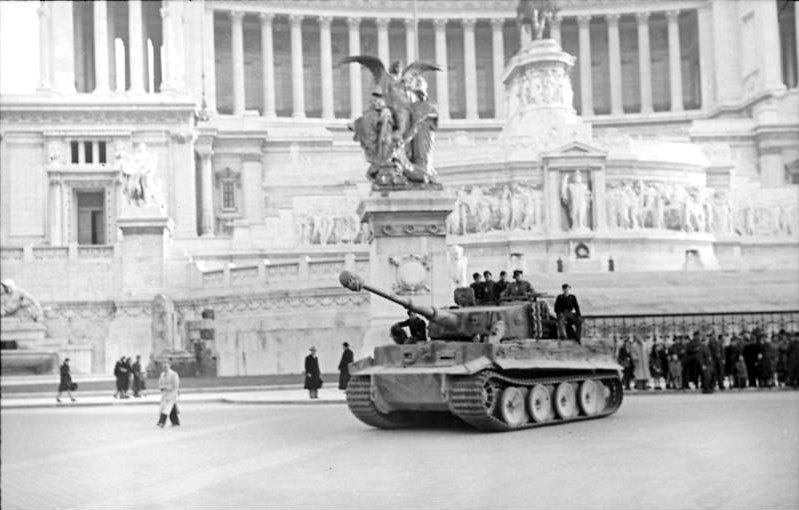
Un carro tedesco Panzer VI Tiger I di fronte al Vittoriano nel febbraio 1944

Nonostante dubbie promesse al generale Carlo Calvi di Bergolo di considerare Roma città aperta, il feldmaresciallo Kesselring prese rapidamente misure draconiane per assicurare il controllo tedesco della capitale; con l'ordinanza affissa sui muri della città la sera dell'11 settembre 1943, il comandante tedesco dichiarava che la città era "territorio di guerra" sottoposta alle leggi tedesche di guerra, che "ogni sciopero era proibito", che eventuali resistenti sarebbero stati "giudicati e fucilati con giudizio sommario"; il feldmaresciallo affermava che egli era "deciso ad assicurare la calma e la disciplina". In breve tempo, mentre l'esercito tedesco riusciva progressivamente ad arrestare l'avanzata alleata sulla linea dei fiumi Garigliano, Liri e Sangro, sulla cosiddetta Linea Gustav, la struttura di occupazione e repressione nazista si organizzò a Roma con l'appoggio delle autorità politico-militari collaborazioniste della Repubblica Sociale Italiana. Il controllo tedesco sulla capitale fu coordinato dal "comandante della città di Roma", prima il generale Rainer Stahel e poi il generale Kurt Mälzer, dal responsabile della missione diplomatica, Eitel Friedrich Moellhausen, dal capo della polizia e delle SS a Roma, Obersturmbannführer Herbert Kappler.

### Occupazione e resistenza
In un'atmosfera cupa di miseria, repressione e violenza, la popolazione romana dovette subire il duro regime di occupazione. Il 6 ottobre 1943 (Deportazione dei carabinieri romani) il Ministro Rodolfo Graziani ordinò il disarmo di tutti i carabinieri in servizio nella capitale (circa quattromila uomini); il giorno dopo, una cifra stimata tra i millecinquecento e i duemilacinquecento militari dell'Arma furono deportati in Germania, la rimanente parte datasi alla macchia e confluita anche nelle file del Fronte Militare Clandestino dei Carabinieri (F.M.C.C., detto anche Fronte clandestino di resistenza dei carabinieri) organizzato dal generale Filippo Caruso. Il 16 ottobre 1943 avvenne la grande operazione di rastrellamento e deportazione degli ebrei romani senza che il papa Pio XII e le autorità vaticane, ancora concentrate su una politica di equidistanza e di ricerca di un accordo tra angloamericani e tedeschi in funzione anticomunista, potessero intervenire con qualche risultato concreto. Le prime attività della Resistenza romana e di numerosi agenti segreti intralciarono il controllo nazifascista della capitale, ma le speranze di una rapida liberazione con l'arrivo degli Alleati svanirono nel mese di novembre 1943.

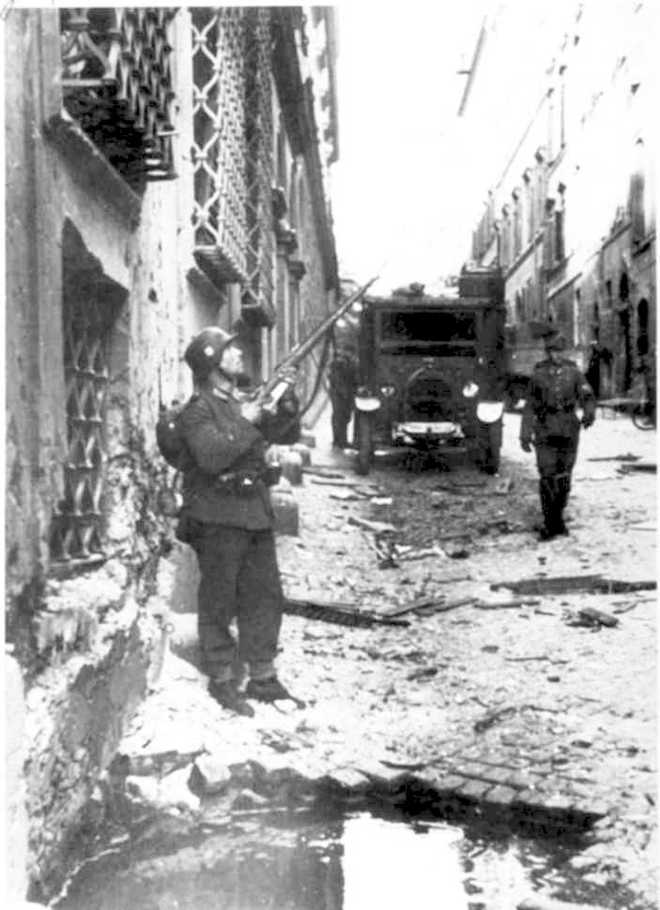
Soldati tedeschi in via Rasella immediatamente dopo l'attentato del 23 marzo 1944

Alla fine del mese divenne chiaro che a causa delle difficoltà del territorio, dell'inclemente clima autunnale e, soprattutto, della tenace e abile difesa delle truppe tedesche del feldmaresciallo Kesselring, le forze alleate non avrebbero potuto superare in breve tempo le posizioni della linea Gustav, imperniate sulla posizione strategica di Cassino. Il generale Mark Wayne Clark era il comandante della 5ª Armata americana che era sbarcata a Salerno il 9 settembre 1943 e aveva affrontato duri e sanguinosi combattimenti per avanzare di poche decine di chilometri oltre il Volturno. Il generale, risoluto e ambizioso, era assolutamente determinato a conquistare Roma a tutti i costi ed emulare Belisario, l'unico conquistatore della città avanzando da sud; nonostante i fallimenti dell'autunno, egli era completamente concentrato su questo obiettivo e provava risentimento e un'accesa rivalità con i generali britannici, a cui attribuiva la volontà di sottrargli la gloria di entrare per primo con le sue truppe a Roma. Il generale Clark aveva anche scarsa fiducia in Winston Churchill, che apparentemente era l'unico dei Tre Grandi favorevole a proseguire la campagna d'Italia, ma che egli riteneva soprattutto impegnato a favorire l'esercito britannico a scapito della sua armata.
Il 22 gennaio 1944, per superare la logorante situazione di stallo sulla Linea Gustav e dietro le pressioni del fiducioso primo ministro britannico Churchill, effettuarono uno sbarco ad Anzio, sulla costa a sud di Roma, incontrando inizialmente una resistenza debole: nelle prime ore sembrò che la strada fosse aperta per un'avanzata rapida fino a Roma. Tra la popolazione e all'interno dei gruppi della Resistenza si diffuse l'euforia e l'attesa di un'imminente liberazione; si prepararono piani per un'insurrezione. In realtà, in breve tempo la situazione cambiò completamente: le truppe angloamericane sbarcate, invece di avanzare, rimasero ferme per consolidare la testa di ponte e diedero tempo al feldmaresciallo Kesselring di far affluire potenti forze di riserva e contrattaccare; l'apparato repressivo nazifascista a Roma entrò in azione e colpì duramente i gruppi di Resistenza.
Mentre i contrattacchi tedeschi ad Anzio furono alla fine respinti dalle truppe angloamericane, che tuttavia rimasero bloccate per mesi nell'angusta testa di ponte bersagliata dall'artiglieria nemica, fallirono invece completamente i tentativi del generale Clark di sfondare la linea Gustav. Le offensive alleate del gennaio e del marzo 1944 contro il caposaldo di Cassino terminarono con costosi insuccessi. Durante questa fase di logoramento dei combattimenti sul fronte, la Resistenza romana cercò di reagire alla repressione e sferrò l'attacco più duro all'occupante tedesco con il sanguinoso attentato di via Rasella del 23 marzo 1944, che scatenò la durissima rappresaglia delle fosse Ardeatine, pretesa immediatamente da Hitler e approvata dal feldmaresciallo Kesselring, dal generale Eberhard von Mackensen e dal generale Mälzer.

### Montecassino e Operazione Diadem
Nel mese di aprile 1944 il generale Clark, fortemente scosso dopo i ripetuti insuccessi, ritornò in segreto negli Stati Uniti, dove rimase per due settimane; i dirigenti americani illustrarono al generale la prevista pianificazione alleata: l'operazione Overlord, il grande sbarco in Francia, era previsto per il 5 giugno e sarebbe stato propagandisticamente importante che prima di quella data le truppe americane fossero riuscite a liberare Roma. Il generale Clark, sempre deciso anche per ambizione personale a conquistare Roma, ritornò in Italia, risoluto a sferrare una nuova offensiva. Contemporaneamente, anche Winston Churchill e il generale Harold Alexander, comandante di tutte le forze alleate in Italia, erano intenzionati a riprendere le operazioni contro la linea Gustav; essi miravano a ottenere un grande successo strategico e continuare la campagna in Italia, evitando possibilmente lo sbarco previsto in Provenza, ritenuto inutile e dispendioso. Durante la primavera, numerose divisioni fresche angloamericane arrivarono al fronte, mentre il generale John Harding, capo di stato maggiore del generale Alexander, pianificò la nuova offensiva, denominata in codice operazione Diadem.
Il progetto studiato dal generale Harding prevedeva di trasferire in segreto sul fronte di Cassino gran parte dell'8ª Armata britannica del generale Oliver Leese che avrebbe dovuto svolgere il compito principale nella grande offensiva; l'armata del generale Leese costituita da 300 000 soldati britannici, canadesi, neozelandesi, indiani e polacchi, avrebbe attaccato lungo la valle del Liri. La 5ª Armata del generale Clark con 170 000 soldati del II corpo d'armata del generale Geoffrey Keyes e del Corpo di spedizione francese del generale Alphonse Juin si sarebbe concentrata in un settore ristretto di soli trentadue chilometri a sud di Cassino e avrebbe attaccato tra la costa tirrenica e il terreno montuoso dei monti Aurunci. Nella testa di ponte di Anzio-Nettuno il VI corpo d'armata del generale Lucian K. Truscott, rinforzato con nuove divisioni, in un secondo momento sarebbe passato all'offensiva in direzione dei colli Albani per intercettare le linee di ritirata dei tedeschi.

### Arrivo delle truppe americane del generale Clark

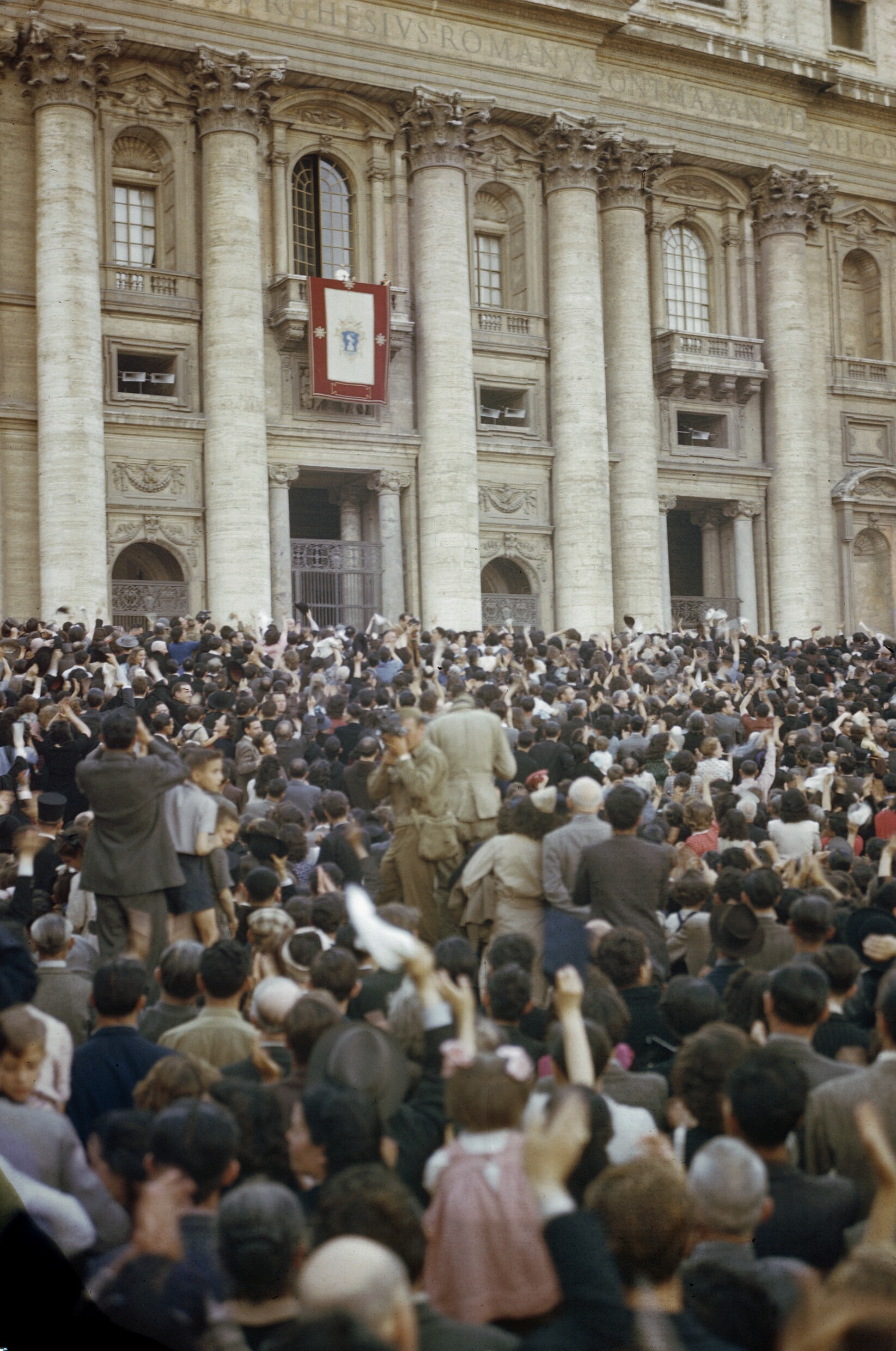
Folla assiepata in Piazza San Pietro per ascoltare Pio XII dopo l'arrivo degli Alleati, 5 giugno 1944

Dopo lo sfondamento nel settore di Cassino e nel settore della testa di sbarco di Anzio e Nettuno, il comandante tedesco, feldmaresciallo Albert Kesselring, mise in atto un ripiegamento delle sue forze sulla Linea Gotica, abbandonando così Roma, che l'Italia aveva proclamato da tempo città aperta, ma che i tedeschi avevano continuato a usare come sede di comandi e di truppe nonché come nodo di comunicazioni e trasporti.
La città fu infine liberata il 4 giugno 1944 dalla 5ª Armata statunitense, proveniente dal settore tirrenico.
Assieme agli americani giunse anche il "contingente R" dei carabinieri italiani, che si fuse poi con il fronte clandestino dei carabinieri a Roma, ripristinando il comando territoriale.

### Gli scontri
La rinuncia a compiere una battaglia casa per casa e la frettolosa ritirata dei nazisti da Roma fu anche dovuta alla nota combattività dei resistenti e partigiani romani, che durante l'occupazione avevano compiuto il più clamoroso attentato urbano contro i tedeschi (l'attentato di via Rasella) e avevano lasciato sul terreno, dall'8 settembre 1943 al 4 giugno 1944 circa 1 700 caduti, mentre diecimila furono i romani deportati in Germania. Il diplomatico Eugen Dollmann, membro delle SS, scrisse nelle sue memorie, dopo la liberazione, che Roma era stata la capitale d'Europa che aveva dato più filo da torcere ai tedeschi occupatori (anche Kesslering e Kappler espressero simili considerazioni).
Tuttavia, nonostante l'attivismo della Resistenza romana e l'avanzata degli americani su Roma, il Comitato di Liberazione non proclamò l'insurrezione generale nella capitale. Sandro Pertini sostenne che l'insurrezione generale non ci fu perché i tedeschi (segnatamente Kesselring) fecero sapere al Comitato di Liberazione, tramite il Vaticano (prendendo contatti con il Papa o con un cardinale), che avrebbero lasciato Roma e che se le formazioni patriote li avessero molestati avrebbero messo a ferro e fuoco la città. Gli storici hanno integrato questa versione dei fatti con altre considerazioni. Secondo Davide Conti "fu concordata un’uscita pacifica delle truppe tedesche da Roma, con l’importante mediazione del Vaticano e il consenso delle componenti moderate della Resistenza. Le sinistre avrebbero voluto un’insurrezione prima dell’arrivo degli Alleati, ma non ne ebbero la forza. A differenza del Nord, infatti, non c’erano le bande partigiane che scendevano ‘dalle montagne’ o invadevano la Pianura Padana, come avvenne a Milano, Torino e Bologna". Per Anna Foa "le trattative diplomatiche con i tedeschi, condotte da Pio XII durante il periodo dell’occupazione, miravano non solo a salvare le persone ma anche a salvare la città, evitando la battaglia su Roma. Fu l’oggetto dell’incontro a maggio tra il Papa e il generale Rainer Stahel”. Secondo Alessandro Portelli "le forze monarchiche e la Chiesa operarono in maniera di evitare l’insurrezione, avendo paura che ne traessero vantaggio i comunisti e le sinistre e che ci fossero danni e sofferenze per la città”. Per Gabriele Ranzato pesarono “la scarsa predisposizione dei romani alla rivolta; la contrarietà degli Alleati, che volevano il passaggio dei poteri al generale Roberto Bencivenga, in quanto rappresentante di Badoglio; la forza militare dei tedeschi, ancora intatta a differenza dell’aprile 1945; e infine l’intervento del Vaticano”. Secondo Mariano Gabrieli pesò "il macroscopico errore di previsione sui tempi della liberazione commesso dagli Alleati a seguito dello sbarco di Anzio del 22 gennaio 1944. Dopo lo sbarco gli Alleati ordinarono al fronte militare clandestino di Montezemolo di sollevarsi. Molti militari si esposero e furono arrestati.” Un altro partigiano, Massimo Rendina, ha sostenuto che "l’intesa fu promossa dal Vaticano, che garantì ai tedeschi che potevano uscire dalla città senza essere attaccati. Infatti gli scontri armati furono pochissimi. Io ritengo che il Cln si pronunciò a favore della non insurrezione”.
Anche in assenza di un ordine di insurrezione generale, i partigiani attaccarono i reparti tedeschi nella città e in provincia, al fine di catturarne uomini o mezzi e di evitare la distruzione di infrastrutture locali nel corso di operazioni di retroguardia volte a rallentare l'inseguimento degli Alleati. Pure si registrarono scontri tra le truppe alleate e i tedeschi. 
Mentre gli Alleati si avvicinavano a Roma, gli occupanti tedeschi e i collaborazionisti fascisti si ritiravano lungo diverse strade, tra cui la Cassia e la Flaminia. Lungo la Via Appia, i carabinieri di Filippo Caruso del FCMR combatterono contro i reparti tedeschi. Il questore collaborazionista Pietro Caruso incorse in un incidente stradale e fu arrestato dai partigiani. Gli scontri furono duri anche per i soldati americani a San Basilio, Tiburtino III e Pietralata.
Nell’VIIIa Zona garibaldina, i partigiani entrarono in contatto con le truppe alleate e catturarono 60 soldati tedeschi, consegnandoli agli Alleati. A Villa Certosa sulla Casilina, i partigiani combatterono contro i tedeschi, e sei di loro persero la vita. Nel corso della liberazione dell’VIIIa Zona ci furono perdite tra i partigiani. Le squadre Matteotti attaccarono i tedeschi, e ci fu un violento scontro alla stazione Ostiense.
Alle 10 del mattino del 5 giugno, partigiani della “Banda Roma” di Prima Porta, al comando del capitano Raffaele Ridolfi, si battono contro i tedeschi di una colonna composta da sei camion, tre autovetture e due carri armati. Uno dei carri armati viene bloccato da Felice Rosi, 19 anni, che riesce a piazzargli due bombe a mano nei cingoli. Perde poi la vita colpito in pieno da una raffica di proiettili, mentre tenta di bloccare anche l’altro carro.
Combattendo sulla via Salaria, cade ucciso Ugo Forno, “Ughetto”, un ragazzo di tredici anni, che con i suoi compagni riesce ad evitare che i tedeschi facciano saltare il ponte sull’Aniene. Colpito al suo fianco, muore in ospedale Francesco Guidi. Resterà mutilato di un braccio Sandro Fornari.
A Monterotondo, partigiani guidati da Alvaro Marchini e altri combatterono contro i tedeschi, catturando circa 250 prigionieri. Nella notte tra il 5 e il 6 giugno, i tedeschi bombardarono Monterotondo, causando numerose vittime. 
In questo contesto avvenne l'uccisione di prigionieri italiani da parte delle SS naziste, tra cui Bruno Buozzi e Edmondo Di Pillo.
Nel corso della liberazione di Roma, il generale Roberto Bencivenga, insediatosi al Campidoglio, assunse il comandano militare e civile di Roma, mentre il 5 giugno Vittorio Emanuele III trasferì i suoi poteri a suo figlio Umberto di Savoia, nominandolo Luogotenente Generale del Regno.

## Conseguenze
La liberazione della capitale ebbe effetti sul Regno del Sud, essendo già terminata dal febbraio 1944 come in quasi tutto il resto dell'Italia sotto controllo alleato la subordinazione all'AMGOT, Amministrazione militare alleata dei territori occupati. Il re Vittorio Emanuele III nominò suo figlio Umberto Luogotenente del Regno e si ritirò a vita privata. Il Governo Badoglio II si dimise e Umberto, insediatosi al Quirinale, affidò l'incarico di formare il nuovo governo ad Ivanoe Bonomi, anziano leader politico già presidente del consiglio prima dell'avvento del fascismo.
L'operazione Diadem si concluse con il successo alleato e la liberazione di Roma, che ebbe un indubbio significato simbolico e politico, non raggiunse però risultati decisivi dal punto di vista strategico; i tedeschi persero circa 10 000 uomini ed ebbero 20 000 prigionieri ma anche le forze di Alexander subirono perdite elevate (18 000 americani, 14 000 britannici e 10 000 francesi), senza riuscire a distruggere le due armate del feldmaresciallo Kesselring che ripiegarono con ordine a nord di Roma rimanendo coese. Inoltre, a causa delle scelte strategiche fondamentali della dirigenza politico-militare alleata, Alexander dovette rinunciare ai suoi piani per sfruttare la vittoria con un'ambiziosa marcia verso l'Italia nord-orientale e l'Austria: i capi americani si opposero a questo progetto e imposero l'esecuzione entro il 15 agosto 1944 della già programmata operazione Anvil, che prevedeva uno sbarco in Francia meridionale con truppe che sarebbero state sottratte a Clark. I generali Truscott e Juin lasciarono il fronte italiano e tre divisioni americane e quattro francesi vennero ritirate per preparare lo sbarco in Provenza; Alexander dovette rinunciare anche a buona parte delle forze aeree di appoggio tattico.
Il generale britannico poté quindi riprendere l'avanzata a nord di Roma fin dal 5 giugno 1944, ma le sue forze si indebolirono progressivamente a causa della partenza delle divisioni franco-americane; inoltre, l'offensiva alleata venne condotta con insufficiente determinazione e diede modo all'alto comando tedesco di riorganizzare le sue forze con l'afflusso di quattro nuove divisioni provenienti da altri fronti. Albert Kesselring riuscì ancora una volta a controllare la situazione ed evitare una disfatta irreversibile, conducendo con notevole abilità la ritirata combattuta delle sue truppe attraverso l'Italia centrale grazie all'elevato spirito combattivo dei suoi soldati e ad alcuni errori alleati: in particolare nelle sue memorie il feldmaresciallo ha evidenziato come gli anglo-statunitensi non impegnarono a fondo l'aviazione, non effettuarono sbarchi per aggirare le sue forze e non coordinarono l'avanzata con le attività dei partigiani italiani nelle retrovie del fronte tedesco. Kesselring ripiegò con ordine prima verso il lago di Bolsena e poi sulla nuova linea del lago Trasimeno, la cosiddetta Linea Albert; il feldmaresciallo riuscì a convincere Hitler a rinunciare a una resistenza a oltranza per evitare nuove perdite e a continuare una difesa elastica per guadagnare tempo.

### Il discorso di Roosevelt
Il giorno dopo la liberazione di Roma, il presidente statunitense Franklin D. Roosevelt tenne un discorso in cui celebrò il successo avvenuto, segnalando il valore simbolico di entrare nella città che aveva dominato il mondo conosciuto ai tempi dell'impero romano e che ospitava la chiesa cattolica; avvisò però che la vittoria della guerra, pur certa, era lontana e il conflitto contro la Germania ancora lungo e doloroso. Nel ricordare la campagna che aprì la strada per Roma, Roosevelt ringraziò i militari anglo-americani, le rimanenti forze delle Nazioni Unite, e anche le truppe cobelligeranti italiane, che avevano anch'esse preso parte a battaglie (Montelungo e Monte Marrone). Annunciò piani per sfamare la capitale, allo stremo dopo la dura occupazione tedesca, e si disse fiducioso della cooperazione italiana per il futuro, ricordando inoltre l'emigrazione italiana nell'America settentrionale e meridionale e il contributo degli italiani alla civiltà. Fu un passaggio apprezzato da importanti politici, come Luigi Sturzo, e in generale dall'opinione pubblica italiana, specialmente da chi credeva nel valore della resistenza e della cobelligeranza per «riscattare l'onore d'Italia» dopo l'alleanza con la Germania nazista.
(Franklin D.Roosevelt, 5 giugno 1944)

## Filmografia
- Roma città aperta, film del 1945 diretto da Roberto Rossellini
- Lo sbarco di Anzio, film del 1968 diretto da Edward Dmytryk e da Duilio Coletti.
- Americani a Roma, film-documentario del 2004 diretto da Pino Nazio.